# GMNN
GMNN (англ. Geminin, DNA replication inhibitor) – білок, який кодується однойменним геном, розташованим у людей на короткому плечі 6-ї хромосоми. Довжина поліпептидного ланцюга білка становить 209 амінокислот, а молекулярна маса — 23 565.
| 10         |  | 20         |  | 30         |  | 40         |  | 50         |
| ---------- |  | ---------- |  | ---------- |  | ---------- |  | ---------- |
| MNPSMKQKQE |  | EIKENIKNSS |  | VPRRTLKMIQ |  | PSASGSLVGR |  | ENELSAGLSK |
| RKHRNDHLTS |  | TTSSPGVIVP |  | ESSENKNLGG |  | VTQESFDLMI |  | KENPSSQYWK |
| EVAEKRRKAL |  | YEALKENEKL |  | HKEIEQKDNE |  | IARLKKENKE |  | LAEVAEHVQY |
| MAELIERLNG |  | EPLDNFESLD |  | NQEFDSEEET |  | VEDSLVEDSE |  | IGTCAEGTVS |
| SSTDAKPCI  |  |            |  |            |  |            |  |            |

A: Аланін

C: Цистеїн

D: Аспарагінова кислота

E: Глутамінова кислота

F: Фенілаланін

G: Гліцин

H: Гістидин

I: Ізолейцин

K: Лізин

L: Лейцин

M: Метіонін

N: Аспарагін

P: Пролін

Q: Глутамін

R: Аргінін

S: Серин

T: Треонін

V: Валін

W: Триптофан

Кодований геном білок за функцією належить до фосфопротеїнів. 
Задіяний у таких біологічних процесах, як клітинний цикл, ацетилювання. 
Локалізований у цитоплазмі, ядрі.